# Abbaye de la Sainte-Trinité de Lima
L'abbaye de la Sainte-Trinité de Lima (Monasterio Cisterciense Santa María de la Santisima Trinidad) est une abbaye cistercienne située à Lima, capitale du Pérou. Fondée en 1584 à l'intérieur de la ville, elle est alors, et durant près de deux cent cinquante ans, la seule fondation cistercienne située hors d'Europe. Gravement endommagée par le séisme de 1746 à Lima (es), elle est reconstruite. Très prospère, elle accueille jusqu'à trois cents religieuses.
Fermée en 1960, l'abbaye est reconstruite et rouverte le 29 décembre 1992 en banlieue sud-est de la capitale, à Lurín (es). Mais en 2015, les sœurs, trop âgées, transmettent à nouveau l'abbaye, cette fois aux Clarisses, et repartent à la maison-mère en Espagne.

## La première abbaye

### Fondation
L'abbaye est fondée en 1584 par deux femmes, Lucrecia de Sanzoles et Mencia de Vargas, la deuxième étant la fille de la première. Cette fondation reçoit l'approbation de l'archevêque de Lima, Toribio de Mogrovejo. En juin 1584, Grégoire XIII publie une bulle qui entérine la création officielle de l'abbaye de la Sainte-Trinité.
L'abbaye cistercienne est chronologiquement le deuxième établissement religieux de la ville de Lima. Pour des raisons de proximité, cette abbaye étant le seul établissement cistercien du continent américain, l'abbaye n'est pas placée sous la filiation d'un autre établissement cistercien, mais directement sous l'autorité de l'évêque, et, à travers ce dernier, du pape.

### Évolution du bâti et de la communauté
L'architecte de l'édifice originel est Juan Martínez de Arrona. À ses débuts, l'abbaye compte onze moniales. Mais sa croissance est très rapide. Un dénombrement de 1631 donne pour la Trinité 106 moniales et 174 converses. En 1639, cent quarante personnes y sont recensées, mais la statistique ne précise pas s'il s'agit du nombre total ou des seules religieuses de chœur. Vers 1650, elle compte jusqu'à trois cents personnes, dont cent religieuses de chœur et deux cents converses simultanément. En 1665, 330 personnes sont recensées,.
Le séisme de 1687 à Lima (es) endommage les voûtes de l'église abbatiale. Les religieuses décident de reconstruire la nouvelle voûte, non en briques et en chaux comme l'originale, mais avec un cadre de bois.
Au milieu du XVIIIe siècle, le séisme de 1746 à Lima (es) endommage fortement l'édifice, qui est reconstruit en changeant l'aménagement intérieur mais en conservant le principe d'une voûte non maçonnée. Ce séisme contraint de nombreuses sœurs à retourner dans leur famille, le couvent étant pour partie inhabitable, et n'étant entièrement rebâti qu'en 1790. En 1772, on ne compte donc que trente-huit cisterciennes à l'abbaye.
En 1893, les religieuses ne sont déjà plus que trente-six.

### Fermeture
La communauté s'étant réduite à quelques sœurs âgées, l'abbaye ferme en 1960 et la communauté restante est rattachée aux religieuses franciscaines de l'Immaculée-Conception.
L'église et le monastère sont cependant ouverts au public et au culte, et visitables. L'ancienne abbatiale reste ouverte environ quatorze heures par jour, ce qui en fait une des églises de Lima les plus ouvertes. Le bâtiment originel est désormais géré par des sœurs franciscaines.

### Architecture
Contrairement à la majorité des églises liméennes construites au XVIe siècle, l'église abbatiale de la Sainte-Trinité est à nef unique, portant une voûte en berceau. La voûte de l'église, les premiers tremblements de terre ayant montré le danger de l'emploi de maçonnerie, est bâtie en Quincha (es), technique traditionnelle qui consiste en une application de terre crue sur un cadre de bois ou de joncs.
Les fresques de l'église sont restaurées entre 1995 et 2002 par Jaime Rosan.

## L'actuelle abbaye

### Historique
La nouvelle abbaye est bâtie à Lurín (es), en banlieue sud-est de la capitale, et ouvre ses portes le 29 décembre 1992. La refondation est modeste, avec trois religieuses, mais vivement encouragée par l'archevêque de Lima, Augusto Vargas Alzamora. Les moniales sont des cisterciennes de saint Bernard (es), dépendant de Las Huelgas, maison-mère de cette congrégation espagnole. En 2011, la communauté s'est accrue et compte neuf religieuses.
La communauté offre quelques capacités d'accueil avec quinze chambres ; mais elle vit surtout de son travail. Les principales activités sont la boulangerie-pâtisserie, avec une confection de pain, de cookies, de panettone et de confiture, les fruits utilisés pour ces deux dernières recettes étant récoltés sur place dans le verger de l'abbaye. La communauté vit aussi de la création de bougies et de cierges aussi bien liturgiques que décoratifs.
En 2015, les sœurs, trop âgées, transmettent à nouveau l'abbaye, cette fois aux Clarisses, et repartent à la maison-mère en Espagne. La nouvelle communauté clarisse ne compte que huit sœurs au moment de la transmission

### Architecture
L'église du monastère a hérité de deux statues de saint Benoît et de saint Bernard, provenant toutes deux de l'église de la Trinité, victime d'un incendie,.